# A bűn éjszakája
A bűn éjszakája (eredeti cím: The Purge) 2013-ban bemutatott amerikai akció-horror, melyet James DeMonaco írt és rendezett.
A film főszereplője Ethan Hawke, Lena Headey, Adelaide Kane és Max Burkholder. Ez A bűn éjszakája filmsorozat első része. Annak ellenére, hogy a film vegyes kritikákat kapott, bevétele 89,3 millió dollár lett, amely a 3 millió dolláros költségvetést messze meghaladta.
2014-ben a filmnek folytatása készült, A megtisztulás éjszakája: Anarchia címmel, amit később további részek (előzménytörténetek, illetve folytatások) követtek.

## Háttértörténet
2022-re az Amerikai Egyesült Államokban minden politikai pártot beszüntetnek, és az „Új Alapító Atyák” elnevezésű csoport totalitárius hatalmat gyakorol az országban. A munkanélküliség és a bűnözési ráta minimálisra csökken, a gazdaság pedig virágzik. 2017-ben bevezetik az „Irtás” nevű eseményt, melyet minden évben egyszer tartanak meg, március 21-én este hét órától március 22. reggel 7 óráig. Ezalatt a tizenkét óra alatt minden ismert bűncselekményt (gyilkosság, nemi erőszak, betörés stb.) törvényessé tesznek, a rendőrség, tűzoltóság és a mentők, kórházak munkáját pedig szüneteltetik. A program hivatalos célja egyfajta katarzisélmény nyújtása a polgároknak, a mögöttes cél viszont a mesterséges népességszabályozás, mivel az otthonukat modern védelmi eszközökkel felszerelni nem tudó, legelesettebb társadalmi rétegek (szegények, hajléktalanok) az Irtás fő célpontjai.
Az Irtásnak csak két szabálya van: egyrészt a 10-es és annál magasabb rangú állami hivatalnokok védettséget élveznek, őket semmiféle atrocitás nem érheti. Másrészt a 4-es besorolás feletti fegyverek (pl. bombák, robbanóanyagok, rakéták) tiltottak. Aki vét a fenti két szabály ellen, azt az Irtás után súlyosan megbüntetik.

## Cselekmény
Órákkal az évenként megrendezett Irtás kezdete előtt a biztonsági rendszereket forgalmazó, jómódú James Sandin (Ethan Hawke) hazafelé tart Los Angeles külvárosában található házába, hogy feleségével, Mary-vel (Lena Headey) és két gyerekükkel, Zoey-val és Charlie-val felkészüljenek az éjszakára. A házat a James által forgalmazott biztonsági rendszerrel védik: a nyílászárókat fémborítású ajtókkal zárják le és a kinti kamerákat is aktiválják, amelyeket egy monitorrendszerrel tudnak figyelni. A tizenéves Zoey titokban találkozik a házban szerelmével, Henryvel, egy idősebb fiúval, akit James a korkülönbség miatt eltiltott a lányától. Az Irtás megkezdődik, a családtagok pedig a ház védelmét élvezve folytatják megszokott napi tevékenységeiket.
Zoey észreveszi, hogy Henry a biztonsági rendszer aktiválása után is a házban maradt, mert azt tervezi, hogy szembeszegül James akaratával és meggyőzi őt arról, hogy tényleg szereti a lányát. Charlie a monitorokon észrevesz az utcán egy segítségért kiáltó, sebesült fekete férfit, Dwayne-t, és a védelmi rendszert rövid időre kikapcsolva beengedi őt a házba. James a helyszínre siet, hogy ismét aktiválja a védelmi rendszert és fegyvert szegez az ismeretlen férfira, de ekkor Henry megjelenik és egy fegyverrel tüzet nyit Jamesra. A lövései nem találnak, de James visszalő rá és halálosan megsebesíti a fiút. Dwayne, kihasználva a zűrzavart, köddé válik és elrejtőzik a házban.
A családtagok a kamerákon keresztül észrevesznek egy maszkos fiatalokból álló, felfegyverzett csoportot, amely a házuk felé tart. Vezetőjük figyelmezteti őket, hogy adják ki nekik az Irtás során kiszemelt célpontjukat, a hajléktalan Dwayne-t egy órán belül, különben betörnek a házba és mindenkivel végeznek. Miután a banda lekapcsolja a ház elektromos hálózatát, James beismeri, hogy a védelmi rendszer korántsem tökéletes és nem nyújt védelmet egy nagyobb invázió ellen. Feleségével együtt Dwayne keresésére indulnak, aki találkozik Zoey-val és túszul ejti a lányt. James lefegyverzi és megkötözi a férfit, hogy kiadja őt üldözőinek. Aztán rádöbben, hogy ugyanolyan könyörtelenül viselkedik, mint az Irtásban résztvevők. A család úgy dönt, mégsem adják ki Dwayne-t.
A maszkos bandatagok a határidő lejártával feltörik a bejárati ajtót és behatolnak a házba. James több támadóval végez, mielőtt a bandavezér halálosan megsebzi őt egy tőrrel. Mary-re is hasonló sors vár, de az utolsó pillanatban megjelennek a család szomszédai, Ferrinsék és megölik a támadókat. A bandavezért Zoey lövi le Henry fegyverével. Hamarosan nyilvánvalóvá válik, hogy Ferrinsék csak azért segítettek a Sandin családon, mert ők maguk akarnak végezni velük – irigyelve a biztonsági rendszerek eladásából származó vagyonukat. Dwayne megmenti a Sandin családot, Mary pedig kijelenti, hogy túl sok gyilkosság történt már az éjszaka folyamán, ezért szomszédjaikkal inkább tűzszünetet kötnek és kivárják az Irtás végét.
Az Irtás vége előtt nem sokkal Grace Ferrin még tesz egy utolsó gyilkossági kísérletet és megpróbálja megkaparintani Mary fegyverét, de ő húzza a rövidebbet, amikor Mary betöri az orrát. Az Irtás végeztével a szomszédok elhagyják Sandinék házát, majd nemsokára mentőautók jelennek meg a helyszínen, hogy a halottakat elszállítsák.
A film végén a híradásokból kiderül, hogy a gyilkosságokat és egyéb bűncselekményeket tekintve ez az Irtás volt a legsikeresebb az összes eddigi közül. Továbbá a fegyverek és biztonsági rendszerek iránti hatalmas kereslet a részvénypiac szárnyalását eredményezte.

## Szereplők
| Színész        | Szerep            | Magyar hang     |
| -------------- | ----------------- | --------------- |
| Ethan Hawke    | James Sandin      | Kaszás Gergő    |
| Lena Headey    | Mary Sandin       | Bertalan Ágnes  |
| Adelaide Kane  | Zoe Sandin        | Berkes Boglárka |
| Max Burkholder | Charlie Sandin    | Bogdán Gergő    |
| Tom Yi         | Mr. Cali          | Vári Attila     |
| Arija Bareikis | Mrs. Grace Ferrin | Madarász Éva    |
| Rhys Wakefield | Bandavezér        | Czető Roland    |
| Edwin Hodge    | Az idegen         | Hamvas Dániel   |
| Tony Oller     | Henry             | Berkes Bence    |
| Chris Mulkey   | Mr. Halverson     | Rosta Sándor    |

## Bemutató
A film premierje a Stanley-Filmfesztiválon, 2013. május 2-án volt, az USA-beli mozikban június 7-én jelent meg.
A bűn éjszakája az Amerikai Egyesült Államokban 2013. október 8-án jelent meg DVD-n és Blu-Rayen, Magyarországon pedig 2014. február 12-én.

## Fogadtatás
A Metacritic oldalán a film értékelése 41% a 100-ból, amely 33 véleményen alapul. A Rotten Tomatoes-on A bűn éjszakája 38%-os minősítést tart, 135 értékelés alapján.